# Ugo Natoli
Pour les articles homonymes, voir Natoli.
Ugo Natoli, né le 9 février 1915 à Messine, et mort le 13 novembre 1992 à Rome, est un professeur et un avocat italien.

## Biographie
Frère de Aldo Natoli et de Glauco Natòli, il a été l'un des plus grands experts en matière de droit du travail.
Ancien militant et collaborateur de Palmiro Togliatti au ministère de la Justice, Natoli était magistrat, professeur d'université et membre du premier Conseil supérieur de la magistrature (élu par le Parlement en 1958), ainsi que l'association d'animation «Giuristi democratici».
Étudiant de Salvatore Pugliatti (it), professeur, après avoir enseigné pendant une longue période à la Faculté de jurisprudence à l'Université de Messine, a été professeur de droit civil à la Faculté de jurisprudence de l'Université de Pise, et à long principal et directeur de l'Institut de droit privé de la même faculté, institut qu'il avait droit après la mort.
Fondateur de la Revue de droit du travail et de la sécurité sociale, il a collaboré avec les étudiants Lina Bigliazzi Geri, Umberto Breccia et Francesco Donato Busnelli à la loi civile collier Editeur UTET.